# Jochpass
Jochpass är ett bergspass i Schweiz.   Det ligger i distriktet Interlaken-Oberhasli och kantonen Bern, i den centrala delen av landet, 70 km öster om huvudstaden Bern. Jochpass ligger 2 201 meter över havet.
Terrängen runt Jochpass är mycket bergig.
Trakten runt Jochpass består i huvudsak av gräsmarker. Runt Jochpass är det mycket glesbefolkat, med 3 invånare per kvadratkilometer.